# Emissions Gap Report
Der Emissions Gap Report ist ein jährlich vom Umweltprogramm der Vereinten Nationen (UNEP) herausgegebener Bericht über den Treibhausgasausstoß und den Klimawandel. Er soll die Lücken zwischen dem im Pariser Übereinkommen vereinbarten Ziel, die Erderwärmung auf deutlich unter 2 °C und möglichst 1,5 °C zu begrenzen, den Zusagen der Staatengemeinschaft, ihren CO2-Ausstoß zu mindern, und der tatsächlichen Klimapolitik dokumentieren. Der Bericht wird von einem internationalen Team von Klimawissenschaftlern verfasst.

## Grundlagen
Fast alle Vertragsparteien der Klimarahmenkonvention der Vereinten Nationen erkannten 2009 im Copenhagen Accord an, dass zur Vermeidung gefährlicher Störungen des Klimasystems die Erderwärmung auf unter 2 °C begrenzt werden muss (→ Zwei-Grad-Ziel) und dass dazu tiefe Einschnitte bei den Treibhausgasemissionen nötig sind. Sie wollten eine Verschärfung hin zu einem 1,5-Grad-Ziel prüfen lassen. 85 Staaten gaben Versprechen ab, ihre Emissionen bis 2020 zu reduzieren oder deren Wachstum zu begrenzen. Temperaturziel und Versprechen wurden im Ergebnis der UN-Klimakonferenz in Cancún 2010 formell bestätigt. Die Fragen, inwieweit versprochene Emissionsminderungen und Temperaturziele übereinstimmen und wie eine Lücke dazwischen geschlossen werden kann, wurden fortan im Emissions Gap Report der UNEP untersucht. Bis 2014 war die für das Jahr 2020 erwartete Emissionslücke Gegenstand des Berichts.

Implementierungs- und Emissionslücke zum 1,5-°C-Ziel im Jahr 2030, wie sie mit den bis 2018 ergriffenen Klimaschutzmaßnahmen und zugesagten bedingten und unbedingten Emissions-Minderungen (NDC) bestand

Mit der Einigung auf das Übereinkommen von Paris im Jahr 2015, das ein Klimaziel von deutlich unter 2 °C und Anstrengungen hin auf unter 1,5 °C verbindlich macht, rückte die im Jahr 2030 erwartete Emissionslücke in den Fokus der seit 2015 erschienenen Berichte. Die Vertragsstaaten des Übereinkommens haben sich verpflichtet, beginnend 2015, alle fünf Jahre „nationale festgelegte Beiträge“ (Nationally Determined Contributions, NDC) vorzulegen. NDC sind nationale Klimaschutzziele, die die Staaten mit klimapolitischen Maßnahmen anstreben müssen. NDC können an Bedingungen geknüpft sein, etwa an die Ziele oder Politik anderer Staaten. Die Emissions Gap Reports seit 2015 untersuchen die Abweichungen zwischen den erwarteten Emissionspfaden, die sich bei vollständiger Umsetzung nur der unbedingten oder aller NDC ergeben würden, und den Emissionspfaden, die in Einklang mit dem 2 °C- bzw. 1,5 °C-Ziel stünden.
Die Emissionslücke (emissions gap, auch Ambitionslücke) ist die Differenz zwischen den Emissionen, die bei kostenoptimaler Einhaltung eines gegebenen Temperaturziels – eine Erderwärmung um maximal 2 °C, 1,8 °C oder 1,5 °C – ausgestoßen werden dürften, und denen, die bei vollständiger Implementierung der NDC resultieren würden. Die Emissionslücke drückt also aus, inwieweit die Klimaschutzzusagen dazu geeignet sind, ein Temperaturziel einzuhalten.
Die Implementierungslücke (implementation gap) ist die Differenz zwischen den erwarteten Emissionen des aktuellen Politikszenarios und denen eines Politikszenarios, das nötig wäre, um die vorgelegten Emissionsminderungszusagen (NDC) einzuhalten. Die Implementierungslücke drückt also aus, inwieweit die aktuelle Klimapolitik den Klimaschutzzusagen hinterherhinkt (oder vorauseilt).

## Berichte 2010–2014: Die Emissionslücke 2020
Die Berichte der Jahre 2010 bis 2014 untersuchten schwerpunktmäßig die Emissionslücke, die in vier Szenarien für das Jahr 2020 zu erwarten war. Die Szenarien differierten in der Annahme, ob nur unbedingte oder auch bedingt zugesagte Emissionsminderungen umgesetzt werden würden, und darin, ob die Berichtsregeln streng oder weit auszulegen waren.
In dieser Zeit reichten Schätzungen der Differenz zwischen den zugesagten und den zum Einhalten des Zwei-Grad-Ziels erforderlichen Emissionsminderungen von, im besten Fall, 5 Gt CO2eq, bis, im schlechtesten Fall, 13 Gt CO2eq. Anspruch und Rechenschaftsregeln wurden im Zeitverlauf klarer, so dass die Schätzungen 2014 auf 8–10 Gt CO2eq eingeengt werden konnten. In globalem Maßstab gelang es in diesem Zeitraum nicht, die Emissionslücke zu verkleinern.

## Berichte seit 2015: Die Emissionslücke 2030
Seit der Einigung auf das Übereinkommen von Paris im Jahr 2015 liegt der Schwerpunkt der Berichte auf der Emissionslücke bis zum Jahr 2030.
Im Jahr 2019, anlässlich der Vorbereitung des zehnten Berichts, resümierten die wissenschaftlichen Herausgeber, dass es sich um eine verlorene Dekade gehandelt habe. Es habe keine Änderung des globalen Emissionstrends gegeben; die Emissionen würden sich auf dem Niveau befinden, wie sie in Szenarien ohne zusätzliche Klimaschutzpolitik gegenüber dem Stand 2005 erwartet worden waren. Die im Bericht 2018 geschätzte Emissionslücke zum Zwei-Grad-Ziel sei mit 13–15 Gt CO2eq größer als je zuvor.
Für die nachfolgenden Dekaden würde das bedeuten, dass die Emissionen noch deutlich schneller, in einem noch nicht dagewesenen Ausmaß sinken müssen, um das Zwei-Grad-Ziel einzuhalten. Zugleich gebe es nun weniger Möglichkeiten, Emissionen zu senken. Es gebe stattdessen mehr kohlenstoff- und energieintensive Infrastruktur, die kurzfristige Lerneffekte und die technologische Weiterentwicklung behindere. Außerdem habe die Abhängigkeit von – noch nicht verfügbaren – Negativen Emissionstechnologie zugenommen. Die Kosten für Klimaschutz und -anpassung und das Risiko ökonomischer Krisen seien gestiegen.

### 2018
Der 2018 erschienene Emissions Gap Report kommt zu dem Ergebnis, dass die Staatengemeinschaft ihre Bemühungen zur Erreichung des Zwei-Grad-Ziels verdreifachen müsste. Eine Fortsetzung derzeitiger Trends mache für das Referenzjahr 2100 stattdessen das Erreichen einer um 3,2 Grad höheren Erdtemperatur gegenüber dem vorindustriellen Niveau wahrscheinlich, was zu dramatischen Folgen führen würde. Der CO2-Ausstoß steige in letzter Zeit, anstatt zu fallen. Nur drei Staaten, Brasilien, China und Japan, hielten dem Bericht zufolge ihre für das Jahr 2030 gesteckten Klimaziele ein. Der Bericht zeigt auf, dass zur Bekämpfung der Klimakrise eine konsequente CO2-Bepreisung geeignet sein könnte, und gibt einen wirksamen Preis pro Tonne CO2 mit 34 bis 68 € an, der somit deutlich höher läge als in bisher verwendeten Systemen des Emissionshandels.

### 2019
Der Bericht aus dem Jahr 2019 bezeichnet die Ergebnisse als „düster“ („bleak“). Trotz wissenschaftlicher Warnungen und politischer Verpflichtungen steige der Ausstoß von Treibhausgasen weiter an. Die G20-Mitglieder verursachten 78 % des weltweiten Treibhausgasausstoßes. Obwohl die Zahl der Staaten zunehme, die für 2050 Netto-Null-Ziele für den Treibhausgasausstoß ankündigen, hätten bislang nur wenige Staaten der UNFCCC formell langfristige Strategien vorgelegt. Die Emissionslücke sei groß. Im Jahr 2030 müsse der jährliche Ausstoß um 15 Gigatonnen CO2-Äquivalent (Gt CO2e) unter den derzeitigen national festgelegten Beiträgen für das 2-Grad-Ziel und 32 Gt CO2e für das 1,5-Grad-Ziel liegen. Eine drastische Anhebung der national festgelegten Beiträge im Jahr 2020 sei erforderlich. Die Staaten müssten ihre Ambitionen für national festgelegte Beiträge zur Erreichung des Zieles, die Erderwärmung auf deutlich unter 2 °C zu begrenzen, verdreifachen und zur Erreichung des 1,5°C-Zieles mehr als verfünffachen. Verstärkte Maßnahmen der G20-Mitglieder würden für die weltweiten Bemühungen zur Verringerung von entscheidender Bedeutung sein. Die Entkarbonisierung der Weltwirtschaft erfordere grundlegende strukturelle Veränderungen, die auf die Verschaffung vielfältiger gemeinsamer Vorteile für die Menschheit und planetare Unterstützungssysteme abzielen sollten. Erneuerbare Energien und Energieeffizienz seien in Verbindung mit der Elektrifizierung der Endnutzer der Schlüssel zu einer erfolgreichen Energiewende und zur Verringerung des energiebedingten CO2-Ausstoßes. Die nachfrageseitige Materialeffizienz biete erhebliche Möglichkeiten zur Verringerung des Treibhausgasausstoßes, die sich mit denen ergänzten, die durch eine Umgestaltung des Energiesystems entstehen würden.

### 2020
Der Bericht aus dem Jahr 2020 kritisiert, dass die Weltgemeinschaft „absolut nicht“ auf dem richtigen Weg sei, die Emissionslücke zu schließen. So nähmen die Treibhausgasemissionen 2019 weiter zu, wobei 2020 die CO2-Emissionen aufgrund der COVID-19-Pandemie um etwa 7 % gegenüber den Vorjahreswerten sinken könnten. Die Konzentration von Treibhausgasen in der Atmosphäre steige jedoch weiter an. Die COVID-19-Krise führe nur zu einer kurzfristigen Verringerung der globalen Emissionen und habe keinen wesentlichen Effekt auf die Reduzierung bis 2030. Die Zahl der Staaten, die sich bis etwa zur Mitte des Jahrhunderts zu Netto-Null-Emissionszielen verpflichten, sei im Berichtszeitraum zwar angewachsen. Es zeige sich jedoch, dass die G20-Mitglieder ihre nationalen Ziele verfehlen. Die Emissionslücke sei im Vergleich zu 2019 nicht verringert worden. Die nationalen Ziele seien zur Erreichung der Ziele des Pariser Übereinkommens nicht ausreichend und würden zu einem Temperaturanstieg von mindestens 3 Grad führen – mit dramatischen Folgen für das Überleben auf unserem Planeten. Bisher sei die Möglichkeit weitgehend verpasst worden, die angesichts der COVID-Krise ergriffenen fiskalischen Maßnahmen zur Ankurbelung der Wirtschaft gleichzeitig zur Schaffung einer grünen Wende einzusetzen. Die Emissionen der reichsten 1 Prozent der Weltbevölkerung machten mehr als das Doppelte des Gesamtanteils der ärmsten 50 Prozent aus. Der Bericht zeigt zudem auf, dass die Schiff- und Luftfahrt derzeit rund 5 % der weltweiten CO2-Emissionen verursachen würden und dieser Anteil erheblich zunehmen könnte. Die derzeitigen politischen Rahmenbedingungen zur Emissionsbekämpfung in diesem Bereich seien zu schwach.

### 2021
Der Emissions Gap Report 2021: The Heat is On - A world of climate promises not yet delivered wurde am 26. Oktober 2021 im Vorfeld der UN-Klimakonferenz 2021 der Öffentlichkeit vorgestellt.
Der Bericht stellt fest, dass im Jahr 2020 durch die COVID-19-Pandemie die weltweiten CO2-Emissionen aus fossilen Brennstoffen um 5,4 % gesunken sind. Vorläufigen Schätzungen lassen erwarten, dass im Jahr 2021 die CO2-Emissionen wieder fast auf das Rekordniveau von 2019 hochschnellen. Die kurzzeitige Emissionsminderung des Jahres 2020 würde in den jährlichen Schwankungen praktisch nicht auszumachen sein, nötig seien rasche und anhaltende Emissionsminderungen.
Der Bericht untersucht die bis September 2021 vorgelegten nationalen Emissionsminderungsbeiträge (NDC) und weitere Zusagen und vergleicht sie mit den fünf Jahre zuvor vorgelegten bedingungslosen NDC. Im Ergebnis würden die neuen Zusagen die Emissionen des Jahres 2030 um weitere 7,5 % verringern. Um sich auf dem Pfad zu bewegen, der zu den geringsten Kosten das Zwei-Grad-Ziel einhält, wären etwa 30 % Emissionsminderung nötig, für den 1,5°-Pfad wären es 55 %. Wenn die zugesagten Emissionsminderungen vollständig realisiert werden würden, würde sich die Erde bis 2100 um etwa 2,7 °C erwärmen. Zwar versprechen inzwischen 50 Vertragsparteien Netto-Null-Emissionen, die die Erderwärmung auf 2,2 °C begrenzen würden. Jedoch sind die NDC der G20-Staaten, die für 80 % der Treibhausgasemissionen verantwortlich sind, nicht im Einklang mit ihren Netto-Null-Emissionszielen, und ihre klimapolitischen Maßnahmen nicht einmal mit ihren bislang zugesagten NDC.
Die Gelegenheit, Ausgaben für die Erholung von der COVID-19-Pandemie in klimafreundliche Investitionen zu lenken, wurde weitgehend verpasst.

### 2022
Der Emissions Gap Report 2022: The Closing Window – inadequate progress on climate action makes urgent transformation only option  wurde am 26. Oktober 2022 der Öffentlichkeit vorgestellt. Die seit der Klimakonferenz 2021 aktualisierten nationalen Emissionsminderungsbeiträge (NDC) haben die Emissionslücke kaum vermindert. Wenn die schon implementierten Klimaschutzmaßnahmen fortgeführt werden, wird sich bis 2100 die Erde um etwa 2,8 °C erwärmen. Bei zusätzlichen Maßnahmen, die die Implementierungslücke schließen, wird eine globale Erwärmung um 2,4–2,6 °C erwartet. Um auf den Zielpfad zum 2-Grad-Ziel zu kommen, müssen die Emissionen bis 2030 um 30 % vermindert werden – im Vergleich zu einer Fortführung der aktuellen Klimaschutzpolitik. Ein realistischer Pfad zur Einhaltung des 1,5-Grad-Zieles konnte nicht mehr gefunden werden.

### 2023
Die Welt entfernt sich weiter davon, die Ziele des Pariser Klimaabkommens zu erreichen. Die bisher getroffenen Reduktionsmaßnahmen genügen nicht. Zwar gehen die Emissionen in vielen Industrieländern zurück, aber weil bevölkerungsreiche Länder wie Indien und vor allem China nach der Corona-Pandemie wieder deutlich mehr CO2 ausstoßen, sind zwischen 2021 und 2022 die Treibhausgasemissionen weltweit um 1,2 Prozent auf einen neuen Rekordwert von 57,4 Milliarden Tonnen gestiegen. Der Bericht geht davon aus, dass die Emissionen weltweit vor 2030 ihren Höhepunkt überschreiten und dann sinken. Die Autoren schätzen, dass sich die Erde bis Ende des Jahrhunderts trotz der bereits getroffenen und selbst bei angenommener Umsetzung aller national zugesagter Beiträge um 2,5 bis 3 Grad erwärmt. Nur wenn die Emissionen bis 2030 um 42 Prozent zurückgingen, sei es noch möglich, das 1,5-Grad-Ziel zu erreichen. Bei einem Rückgang um 28 Prozent lasse sich die Erderwärmung in diesem Jahrhundert wahrscheinlich auf 2 Grad begrenzen.
In den Emissionen zeigen sich globale Muster der Ungleichheit: Die kumulierten Emissionen gehen zu 80 % auf die G20-Staaten zurück, vor allem die USA, China und die Europäische Union, während die am wenigsten entwickelten Länder nur 4 % beigetragen haben. Die 10 % Menschen mit den global höchsten Einkommen verursachten fast 50 % der konsumbasierten Emissionen, während die nach Einkommen unteren 50 % nur 12 % der Emissionen verursachten.
UN-Generalsekretär Guterres forderte, alle G20-Staaten müssten ihre Emissionen schneller als bisher reduzieren (oder überhaupt damit anfangen). Keiner dieser für den Gasmix in der Atmosphäre entscheidend verantwortlichen Staaten sei derzeit dabei, klimaneutral zu werden – erst recht nicht so schnell, wie es die meisten dieser Staaten eigentlich versprochen und teilweise in Gesetzen festgelegt haben. Besonders die Staaten mit großem Vermögen (und hohem CO2-Ausstoß) müssten vorangehen und anderen Staaten helfen.

### 2024
In seinem am 24. Oktober veröffentlichten Jahresbericht mit dem Titel „No more hot air … please!“ (etwa: Nicht noch mehr heiße Luft … bitte!) stellt das UNEP fest, dass das Ziel der Begrenzung der weltweiten Erderwärmung auf 1,5 °C technisch zwar immer noch erreichbar sei, aber nur mit einer sofort beginnenden, massiven weltweiten Anstrengung unter Führung der G20-Staaten zur Reduzierung der Treibhausgasemissionen. Werde die derzeitige Politik fortgesetzt, werde es zu einem katastrophalen Temperaturanstieg um bis zu 3,1 °C kommen. Die gegenwärtigen Reduzierungs-Zusagen bis 2030 seien nicht eingehalten worden. Und selbst wenn, würde dadurch der Temperaturanstieg  lediglich auf 2,6–2,8 °C begrenzt.